# Daryl Peach
Daryl Peach (sinh 8 tháng 3 năm 1972 tại Blackpool, Anh) là một cơ thủ người Anh. Anh có biệt danh là Razzledazzle hoặc The Dazzler. Tại Giải vô địch bi-a 9 bi thế giới 2007, anh giành chức vô địch sau khi đánh bại Roberto Gomez ở trận chung kết, trở thành cơ thủ người Anh đầu tiên vô địch thế giới thể loại 9 bi. Anh giữ ngôi vị này đến tận năm 2010 do hai năm 2008 và 2009 giải bi-a 9 bóng thế giới không được tổ chức.